# 奧格里茲基夫齊
49°46′44″N 26°4′8″E / 49.77889°N 26.06889°E
奧格里茲基夫齊（烏克蘭語：Огризківці），是烏克蘭的村落，位於該國西部捷爾諾波爾州，由克列梅涅茨區負責管轄，處於布格利夫卡河畔，面積0.16平方公里，2001年人口293。